# Palaestina dentifera
Palaestina dentifera là một loài nhện trong họ Zodariidae.
Loài này thuộc chi Palaestina. Palaestina dentifera được Octavius Pickard-Cambridge miêu tả năm 1872.